# Уизерспун, Тим
Тим Уизерспун (англ. Tim Witherspoon; 27 декабря 1957, Филадельфия, США) — американский боксёр-профессионал, выступавший в тяжёлой весовой категории. Двукратный чемпион мира в тяжёлой (версия WBC, 1984; версия WBA, 1986) весовой категории. Чемпион Северной Америки по версии NABF (1983;1985). Чемпион США по версии USBA (1991). Троюродный брат боксера Чазза Уизерспуна. Введен в Пенсильванский зал боксерской славы (2008).

## Профессиональная карьера
Дебютировал в октябре 1979 года. Проведя 15 боев Уизерспун вышел на чемпиона Ларри Холмса.

### Чемпионский бой с Ларри Холмсом
В мае 1983 года Уизерспун встретился с чемпионом мира в тяжёлом весе по версии WBC Ларри Холмсом. Уступая Ларри в размахе рук 10 см, Уизерспун отказался от дуэли джебов и действовал в манере слаггера. Ужасный Тим ловил, словно бейсбольные мячи, джеб Ларри, в ответ работая преимущественно силовыми ударами. В середине девятого раунда Уизерспун загнал Холмса в угол, где обрушил на него град ударов. В последующих раундах инициатива переходила из в руки. Последний раунд Уизерспун выиграл очень уверенно. По окончании 12 раундов победу дали Холмсу раздельным решением судей, хотя судьи могли дать победу и Тиму. После боя Ужасный Тим потребовал реванш.
В 1983 году Тим нокаутировал в первом раунде Джеймса Тиллиса.

### Чемпионский бой с Грегом Пейджем 1
В марте 1984 года состоялся бой за вакантный титул чемпиона мира в тяжёлом весе по версии WBC между Тимом Уизерспуном и Грегом Пейджом. Уизерспун победил решением большинства судей.

### Бой с Пиклоном Томасом
В августе 1984 года он проиграл решением большинства судей ученику Анджело Данди Пинклону Томасу.

### Бой с Джеймсом Смитом 1
В мае 1985 года Уизерспун встретился с Джеймсом Смитом.На протяжении всего боя Тим доминировал, он спокойно переигрывал Смита нейтрализуя его атаки. После окончания боя победу дали Уизерспуну единогласным решением судей.

### Чемпионский бой с Тони Таббсом
В январе 1986 года Тим Уизерспун победил решением большинства судей чемпиона мира тяжёлом весе по версии WBA Тони Таббса.Сначала боя Уизерспун не мог подобрать ключ к своему неудобному сопернику, тем самым проиграв начальные раунды. Но вскоре Тим привык к тактике оппонента и начал доминировать на ринге, взяв инициативу в свои руки. Таббс тем временем постепенно выдыхался, всё чаще клинчевал и ввязывался в борьбу, в которой Уизерспун дейстововал на порядок лучше. В восьмом раунде Тони увлёкся атакой и нарвался с ходу на жёсткий левый крюк в челюсть. Пытаясь развить успех, Уизерспун спуртовал, пытаясь добить потрясённого соперника, но Таббс умело "связал" его. В концовке 13-го раунда Тим прижал чемпиона к канатам, где смог таки пробить его глухую защиту. После этой атаки исход боя стал окончательно ясен. По истечение 15 раундов судейским решением Уизерспуну отдали победу.

### Бой с Фрэнком Бруно
В июле 1986 года он в 11-м раунде нокаутировал Фрэнка Бруно. Бруно вел на картах судей для большую часть боя, но затем он выдохся и Тим стал лидировать, Фрэнк потерпел поражение нокаутом в одиннадцатом раунде.

### Бой с Джеймсом Смитом 2
В декабре 1986 года состоялся 2-й бой между Уизерспуном и Джеймсом Смитом. Чемпион трижды побывал в нокдауне в 1-м раунде. Смит победил техническим нокаутом в 1-м раунде. Примечателен тот факт, что перед самым боем дом Тима был ограблен и Уизерспун вошёл в ринг в потерянном состоянии

### Бой с Майком Уильямсом
В октябре 1987 года раздельным решением переиграл непобеждённого Майка Уильямса(13-0).

### Бой с Хосе Рибальтой
В июле 1990 года Уизерспум встретился с Хосе Рибальтой. В близком бою победу решением большинства судей одержал Уизерспум.

### Бой с Карлом Уильямсом
В 1991 году раздельным решением победил Карла Уильямса. В июле 1992 года неожиданно проиграл по очкам джорнимену, Эверетту Мартину.

### Бой с Альфредом Коулом
В январе 1996 года выиграл по очкам у бывшего чемпиона мира, Альфреда Коула.

### 14 декабря1996Тим Уизерспун —Рэй Мерсер
- Место проведения:  Конвеншн Центр, Атлантик Сити, Нью-Джерси, США
- Результат: Победа Мерсера единогласным решением в 10-раундовом бою
- Статус: Рейтинговый бой
- Рефери: Тони Перес
- Счет судей: Кэлвин Клекстон (93—97), Джон Потурей (93—97), Пол Венти (91—97) — все в пользу Мерсера
- Вес: Уизерспун 104,30 кг; Мерсер 108,40 кг
- Трансляция: HBO TVKO
- Счёт неофициального судьи: Харольд Ледерман (87-84 Уизерспун) — оценки после 9-го раунда

В декабре 1996 года Тим Уизерспун вышел на ринг против Рэя Мерсера. Несмотря на то что Уизерспуну было 39 лет, он значительно превзошёл Мерсера по числу точных попаданий, но победу единогласным решением отдали Мерсеру, причем «наиболее честный» судья, присудил Мерсеру победу со счетом 97 — 91. Поединок проходил в рамках шоу, организованного телеканалом HBO, главным событием которого был 2-й бой Риддик Боу — Анджей Голота.

### 1997—2003
В декабре 1997 года Уизерспун проиграл по очкам Ларри Дональду. После этого боя он проиграл ещё 4 поединка подряд.
Таким боксёрам как Джимми Тёндер (по очк,

### Бой с Анджеем Голотой
В апреле 1998 года встретился с  Анджеем Голотой. Голота работал преимущественно джебом с дальней дистанции, не подпуская к себе противника. Уизерспум пытался подойти на ближнюю дистанцию за счет длинных одиночных ударов. Голота превосходил соперника в скорости, за счет чего сумел нанести большее количество ударов, и не пропустить в ответ.  В итоге с большим преимуществом Голота победил  единогласным решением судей.

### Бой с Брайаном Нильсеном
Брайна Нильсен (48-0) (нокаутом), и бывшему чемпиону мира,

### Бой с Грегом Пейджем 2
Грегу Пейджу отказом от продолжения поединка (Уизерспун разорвал мышцу спины и не мог выйти на восьмой раунд).

### Бой с Дэвидом Бостисом
В феврале 2001 года нокаутировал в первом раунде американца, Дэвида Бостиса.

### Бой с Монте Барретом
8 мая 2001 года раздельным судейским решением проиграл соотечественнику, Монте Барретту.

### Бой с Дэрролом Уилсоном
В марте 2002 года нокаутировал Дэролла Уилсона.

### Бой с Лу Саваризом
В 2002 году проиграл нокаутом в 5-м раунде Лу Саварезе.
В марте 2003 года Уизерспун провёл свой последний бой, после чего ушёл из бокса.